# Platonia
Platonia é um género botânico pertencente à família Clusiaceae. Plantas nativas da América do Sul nas florestas úmidas do Brasil, Paraguai, partes da Colômbia e Guianas.

## Espécies
- Platonia elata
- Platonia grandiflora
- Platonia insignis
- Platonia nudiflora
- Platonia virgata